# Jimena Sánchez
Jimena V. Sánchez (nació Jimena Sánchez Mejía Reyes; Ciudad de México; 28 de septiembre de 1984) es una periodista deportiva, modelo y actriz mexicana que actualmente trabaja para Fox Sports México y Fox Deportes. Es conocida por presentar los programas Lo Mejor de Fox Sports y WWE Saturday Night.

## Primeros años
Jimena Sánchez Mejía Reyes nació el 28 de septiembre de 1984 en la Ciudad de México. Se crio en Veracruz. Vivió su niñez y adolescencia en Veracruz, al cumplir la mayoría de edad se trasladó a Ciudad de México para estudiar interpretación en la Escuela de Actuación Casa Azul. Abandonó su carrera antes de terminarla.

## Carrera

#### Primeros trabajos (2008-2011)
En 2008, Sánchez creó un blog de modelos con su mejor amiga llamado Mad Mamacitas. El blog presentaba fotos seductoras de Sánchez y sus amigas, y se hizo viral en Internet. Tras el lanzamiento del blog, comenzó a trabajar para la revista deportiva mexicana RÉCORD, y el sitio web deportivo Medio Tiempo como escritora. Publicó columnas semanales y videoblogs que pronto llamaron la atención de Fox Sports.

#### Fox Sports México (2011-presente)
Sánchez fue fichada por Fox Sports Latinoamérica en 2011. Comenzó a conducir el programa de entretenimiento deportivo Fox Para Todos. Actualmente presenta el programa de entretenimiento deportivo Lo Mejor de Fox Sports, y el programa de noticias de lucha libre WWE Saturday Night junto a Vero Rodríguez. A través de WWE Saturday Night, ha cubierto varias ediciones de Wrestlemania, Summerslam, Monday Night Raw, SmackDown, y eventos en vivo en todo México.
Además de cubrir World Wrestling Entertainment, Sánchez también cubre la National Football League y la Liga Mayor de Béisbol para Fox Sports. En 2019, comenzó a presentar segmentos de Thursday Night Football para el programa de noticias de fútbol americano Fox Impacto NFL. También presenta el programa de noticias de béisbol MLB en FOX. Ha cubierto varias ediciones de la Super Bowl y las Series Mundiales.

## Otras proyectos

#### Modelado
Sánchez ha aparecido en numerosas revistas, entre ellas SoHo, Open, EstiloDF, y Revista H. En septiembre de 2019, fue portada de la edición de ese mes de Maxim México.

#### Actuación
Sánchez interpretó a Mayte Cedeño en el drama de HBO Latin America Capadocia en 2008. Apareció en tres episodios de la serie. También interpretó a Karla en la película dramática Pelea de Gallos.

#### Filantropía y promoción
Sánchez se identifica como feminista. En 2017, ayudó a lanzar Versus, una organización no gubernamental sin fines de lucro, cofundada por su colega Marion Reimers, dedicada a combatir la discriminación de género, raza y clase en el periodismo deportivo. Sánchez aparece en el vídeo de presentación de la organización junto a Reimers y Vero Rodríguez, en el que muestran cómo reciben una retahíla de mensajes dañinos y sexistas en su cuenta de las redes sociales por su condición de mujeres deportistas.

## Vida privada
Sánchez es una gran fan de los Raiders de Las Vegas y seguidora del Club Deportivo Guadalajara. También es aficionada de Los Angeles Lakers y de los Yankees de Nueva York. Es cristiana practicante y tiene varios tatuajes dedicados a su religión.
Sánchez reveló que se había casado con el cantante y compositor Tis Zombie. La pareja comenzó su relación en febrero de ese mismo año.

## Cobertura
Sánchez ha cubierto los siguientes eventos y ligas para Fox Sports:
- Draft de la NFL (2020)
- Serie Mundial (2019, 2020, 2021)
- Super Bowl (50, LI, LII, LIII, LIV)
- WWE Wrestlemania (32, 33, 34, 35, 36)
- WWE Summerslam (2016, 2017, 2018, 2019, 2020)